# ضفدع الجوقة
ضفدع الجوقة (الاسم العلمي Pseudacris)، جنس حيوانات قازبة من الشرغوفيات. أعطانه في أمريكا الشمالية بدءًا من ساحل المحيط الهادي إلى المحيط الأطلسي. أنواعه 18.
اسم الجنس يأتي من اليونانية pseudes (كاذبة) وakris (الجراد) بمعنى الجراد الكاذب.